# Gouvernement Joseph Caillaux
Pour les articles homonymes, voir Joseph Caillaux et Caillaux.
Troisième République
Ernest Monis Raymond Poincaré I
Le gouvernement Joseph Caillaux est le gouvernement de la Troisième République en France du 27 juin 1911 au 14 janvier 1912.

## Composition

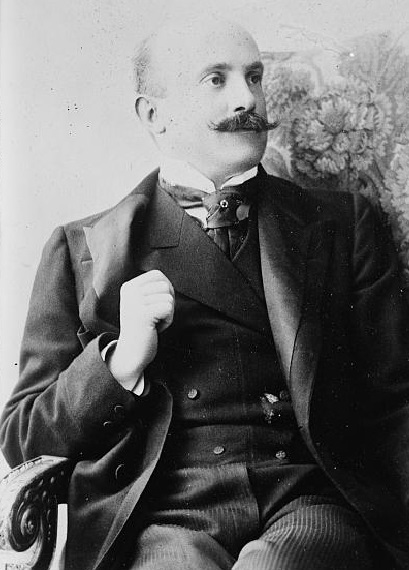
Joseph Caillaux

| Portefeuille                                            | Titulaire | Titulaire                 | Parti    |
| ------------------------------------------------------- | --------- | ------------------------- | -------- |
| Président du Conseil                                    |           | Joseph Caillaux           | PRRRS    |
| Ministres                                               |           |                           |          |
| Ministre de l'Intérieur et des Cultes                   |           | Joseph Caillaux           | PRRRS    |
| Ministre de la Justice                                  |           | Jean Cruppi               | PRRRS    |
| Ministre des Affaires étrangères                        |           | Justin de Selves          | ARD, PRD |
| Ministre des Finances                                   |           | Louis-Lucien Klotz        | PRRRS    |
| Ministre de la Guerre                                   |           | Adolphe Messimy           | PRRRS    |
| Ministre de la Marine                                   |           | Théophile Delcassé        | RI       |
| Ministre de l'Instruction publique et des Beaux-Arts    |           | Théodore Steeg            | PRRRS    |
| Ministre des Travaux publics, des Postes et Télégraphes |           | Jean-Victor Augagneur     | SI, PRS  |
| Ministre du Commerce et de l’Industrie                  |           | Maurice Couyba            | PRRRS    |
| Ministre de l'Agriculture                               |           | Jules Pams                | PRRRS    |
| Ministre des Colonies                                   |           | Albert Lebrun             | ARD, PRD |
| Ministre du Travail et de la Prévoyance sociale         |           | René Renoult              | PRRRS    |
| Sous-secrétaires d’État                                 |           |                           |          |
| Sous-secrétaire d'État à l'Intérieur et aux Cultes      |           | Louis Malvy               | PRRRS    |
| Sous-secrétaire d'État aux Finances                     |           | René Besnard              | PRRRS    |
| Sous-secrétaire d'État aux Beaux-Arts                   |           | Étienne Dujardin-Beaumetz | RI       |
| Sous-secrétaire d'État aux Postes et Télégraphes        |           | Charles Chaumet           | ARD, PRD |

## Fin du gouvernement et passation des pouvoirs
Après la convention franco-allemande du 4 novembre 1911, le ministre des Affaires étrangères démissionna quelques semaines plus tard, faisant chuter le gouvernement, le 14 janvier 1912. Caillaux recommanda de nommer Delcassé à la tête du gouvernement, mais le président Fallières choisit Raymond Poincaré.